# Coleophora dignella
Coleophora dignella là một loài bướm đêm thuộc họ Coleophoridae. Nó được tìm thấy ở Tây Ban Nha, Pháp, Ý, Đức, cộng hòa Séc, Áo, România, the Republic of Macedonia, Hy Lạp and miền nam and miền bắc Nga.
Ấu trùng ăn the seeds of Onobrychis species.